# کیوهی سوزاکی
کیوهی سوزاکی (انگلیسی: Kyohei Suzaki؛ زادهٔ ۲۱ ژوئن ۱۹۸۹) بازیکن فوتبال اهل ژاپن است.
از باشگاه‌هایی که در آن بازی کرده‌است می‌توان به باشگاه فوتبال جوبیلو ایواتا اشاره کرد.